# Scythris corsa
Scythris corsa is een vlinder uit de familie dikkopmotten (Scythrididae). De wetenschappelijke naam is voor het eerst geldig gepubliceerd in 1986 door Pietro Passerin d'Entrèves van de universiteit van Turijn.
De soort komt voor op Corsica.